# Takzvané divadlo poezie VUS
Takzvané divadlo poezie VUS působilo v Praze v letech 1963–1967. Jednalo se o amatérský (převážně studentský) soubor, jehož principálem byl Radim Vašinka. Ten přišel do Vysokoškolského uměleckého souboru z Divadla Na zábradlí v roce 1963 na částečný úvazek jako umělecký vedoucí.  Při tomto souboru, zaměřeném zejména na sborový zpěv, vytvořil ze zbytků jeho recitační skupiny „Tak zvané divadlo poezie“, které ve své poetice a způsobu jevištního podání poezie navazovalo na předešlé působení svého principála v brněnském Divadle X koncem padesátých a začátkem šedesátých let.

## Repertoár
- Jacques Prévert: Malé prádlo,
- různí čeští básníci (Jiří Gruša, Miloš Macourek, Oldřich Mikulášek, Jan Skácel, Ludvík Kundera atd.): Ani sokol, ani orel aneb Melouni,
- Bertolt Brecht: Historky o panu Keunerovi,
- Vítězslav Nezval: Hra na zázraky,
- Vasco Popa: Vrať mi moje hadříky, Poezie (dvě inscenace),
- Oldřích Wenzel: A já tak dlouho budu psáti básně, dokud zralé hrušky jísti budu.

Dále pak divadlo uvádělo příležitostná pásma začínajících autorů, naivních básníků, verše Konstanty Ildefonsa Gałczyńského: Divadlélko Zelená husa, atp.

## Činnost
Všechny inscenace divadla sestavil a režíroval Radim Vašinka, s výjimkou Hry na zázraky, jejíž libreto sestavil a režie se ujal Jaroslav Zbyněk Karabec.
Divadlo zkoušelo a jednou týdně hrálo v nehostinném sále Základní školy pro sluchově postižené v Ječné ulici 27 v Praze 2.
Divadlo se zúčastňovalo nejrůznějších festivalů a přehlídek, zejména několika ročníků Wolkrova Prostějova, přehlídky amatérského kabaretu a divadel poezie v Divadle Na zábradlí (jaro 1964), přehlídky amatérského studentského divadla v polských Gliwicích (podzim 1964).
S divadlem spolupracovali další umělci, např. skladatel Petr Skoumal, choreograf František Pokorný či výtvarník František Forejt.[zdroj⁠?!]

## Zánik divadla
Soubor zanikl v roce 1967, kdy Radim Vašinka spolu s kmenovými členy souboru přešel do sklepních prostorů domu č. 9 na Malostranském náměstí a založil zde Divadelní studio Orfeus a posléze Divadlo Orfeus.